# 液晶看板アイキャッチ
液晶看板・アイキャッチ（えきしょうかんばん - ）とは、株式会社JPクリエイトの液晶を用いた看板シリーズのブランド名。

## 概要
2009年5月に発売された屋外設置可能の可動式液晶ディスプレイで、内部にはモニターとメディアプレーヤー（再生機器）を搭載し、情報を映像や音声で表示させる看板である。内部にパソコン (PC) やセット・トップ・ボックス (STB) を搭載する事で、インターネット回線を通じ秒単位で映像内容の変更を行える「デジタルサイネージ・システム」も導入可能。
2012年1月に新型「液晶看板アイキャッチX（エックス）」を発表。外観デザインを大幅に変更させ、スタイリッシュでブラック×シルバー色での販売を開始。内部構造をPC搭載からメディアプレーヤーへ変更。本格的にデジタルサイネージを利用するユーザー向けにカスタムできるよう、PC搭載もオプションに入れて販売を開始。日本国外製のモニターを起用し、操作はリモコンで行う。同年6月開催の「デジタルサイネージジャパン2012」に出展。2012年7月には「屋外55インチ」タイプと「両面42インチ」タイプを発表。さらに32インチ・42インチタイプも排熱ファン搭載数を増加し、新キャスターを採用。ブラックボックス採用でよりスタイリッシュに変更させた。

## 製品
- 液晶看板アイキャッチX 32V
- 液晶看板アイキャッチX 42V
- 液晶看板アイキャッチX 42VW
- 液晶看板アイキャッチX 42V（屋内専用）
- 液晶看板アイキャッチX 55V